# Israelisch-libanesische Beziehungen
Die Israelisch-libanesischen Beziehungen sind das zwischenstaatliche Verhältnis zwischen Israel und dem Libanon. Beide Länder unterhalten keine diplomatischen Beziehungen und der Libanon erkennt den Staat Israel nicht an. Der Libanon nahm zwar am Arabisch-Israelischen Krieg 1948 gegen Israel teil, war jedoch die erste Nation der Arabischen Liga, die 1949 den Wunsch nach einem Waffenstillstandsabkommen mit Israel äußerte. Der Libanon nahm weder am Sechs-Tage-Krieg 1967 noch am Jom-Kippur-Krieg 1973 in nennenswerter Weise teil, und bis Anfang der 1970er Jahre war die libanesische Grenze zu Israel die ruhigste Grenze zwischen Israel und der eines arabischen Staats. Mit dem Ausbruch des libanesischen Bürgerkriegs kam es schließlich zu einer israelischen Intervention im Libanon, aufgrund der Präsenz der PLO im Land. Erst 2000 zog sich die israelische Armee aus dem Südlibanon zurück. Danach haben die Aktivitäten der von Syrien und dem Iran unterstützten schiitischen Miliz Hisbollah im Libanon die Beziehungen belastet, was zum Libanonkrieg 2006 führte. Nach dem Terrorangriff der Hamas auf Israel 2023 kam es erneut zu Gefechten zwischen der Hisbollah und Israel.
Die israelischen Strafverfolgungsbehörden behandeln den Libanon als „feindlichen Staat“. Im Gegenzug dürfen israelische Staatsbürger und alle anderen Personen, die im Besitz eines Reisepasses sind, der einen von Israel ausgestellten Stempel, ein Visum oder ein Siegel trägt, nicht in den Libanon einreisen und können verhaftet oder für weitere Kontrollen festgehalten werden. Antisemitismus ist im Libanon sehr weit verbreitet. Im Jahr 2008 ergab eine Umfrage des Pew Research Center, dass negative Ansichten über Juden im Libanon am weitesten verbreitet waren: 97 % der Libanesen hatten Umfragen zufolge eine negative Meinung über Juden.

## Geschichte

### 1948–1970er
Der Libanon spielte im Arabisch-Israelischen Krieg von 1948 nur eine kleine Rolle, da seine kleine Armee nur an einer Schlacht am 5. und 6. Juni 1948 teilnahm. Während der Operation Chiram eroberte Israel 15 Dörfer im Südlibanon bis zum Litani-Fluss. Ein israelischer General schlug vor, Beirut einzunehmen, was seiner Meinung nach innerhalb von 12 Stunden möglich wäre, doch der israelische Premierminister David Ben-Gurion verweigerte die Genehmigung. Das Waffenstillstandsabkommen zwischen dem Libanon und Israel erkannte die Blaue Linie als Grenze zwischen dem Libanon und dem ehemaligen britischen Mandatsgebiet Palästina an. Infolgedessen zogen sich die israelischen Streitkräfte aus allen Dörfern zurück, die sie im Libanon eingenommen hatten. Obwohl keine diplomatischen Beziehungen in der Folgezeit bestanden, war das Verhältnis danach eher entspannt. Die maronitischen Christen (der Libanon hat einen höheren Anteil an Christen als alle anderen arabischen Länder) standen dem Staat Israel generell weniger feindlich gegenüber als die meisten muslimischen Araber und in Städten wie Beirut gab es weiterhin eine jüdische Gemeinde. Es gab sogar Flüge zwischen Beirut und Jerusalem in den 1950er Jahren. Der Sechs-Tage-Krieg von 1967 brachte jedoch den Flugbetrieb der libanesischen Middle East Airlines für etwa zwei Wochen zum Erliegen und führte zur Einstellung der Flüge nach Jerusalem. 1968 zerstörte eine israelische Spezialeinheit 12 Flugzeuge auf dem Flughafen Beirut, um einen Angriff der vom Libanon aus agierenden Volksfront zur Befreiung Palästinas zu rächen, welche kurz zuvor ein israelisches Flugzeug angegriffen hatte. Diese Spezialoperation wurde vom UN-Sicherheitsrat in einer Resolution verurteilt. Der Libanon spielte im Sechstagekrieg eine untergeordnete Rolle und führte am ersten Tag des Krieges einen einzigen Luftangriff durch, bei dem er ein Flugzeug verlor. Während des Jom-Kippur-Krieges 1973 entsandte der Libanon Radareinheiten zur Luftverteidigung nach Syrien, beteiligte sich aber nicht am Krieg.

### Libanesischer Bürgerkrieg (1975–1990)
Nach dem Schwarzen September 1970/71 verlegte die PLO ihren Sitz von Jordanien in den Libanon, von wo aus sie Anschläge gegen Israel verübte. Dies führte zu einer verstärkten Aktivität der israelischen Sicherheitsdienste auf libanesischem Boden. Die Präsenz der PLO destabilisierte den Libanon. Der libanesische Bürgerkrieg begann 1975, als bewaffnete christliche Phalangisten einen Bus überfielen und die 27 palästinensischen Passagiere an Bord töteten. Die Komplexität des folgenden Bürgerkriegs hing mit der konfessionellen politischen Struktur des Libanon zusammen, da hier schiitische und sunnitische Muslime sowie Christen leben. Weiter verkompliziert wurde die undurchsichtige Lage durch die Anwesenheit der PLO und der Intervention der Regionalmächte in den Krieg. 1978 begann Israel die Operation Litani um die PLO aus dem Südlibanon zu vertreiben. 1982 intervenierte Israel in den Bürgerkrieg, nachdem ein Bewaffneter der Abu-Nidal-Organisation versucht hatte, Shlomo Argov zu ermorden. Der israelische Premierminister machte die PLO für den Vorfall verantwortlich und begann die Operation Frieden für Galiläa. Dabei verbündeten sich die Israelis mit den christlichen Phalangisten gegen Sunniten, Schiiten und die PLO. Israel bombardierte Ziele im Libanon, wobei 30.000 Libanesen getötet wurden, über 80 Prozent davon waren Zivilisten. Die Israelis belagerten Beirut, um die PLO aus der Stadt zu vertreiben. Bei der Belagerung unterbrach die israelische Armee die Strom- und Wasserversorgung von Westbeirut, sodass mindestens 300.000 Zivilisten etwa drei Monate lang ohne Wasser und Strom auskommen mussten. Schließlich zog die PLO sich im August 1982 aus dem Libanon zurück, während Beirut durch Bombenangriffe zerstört wurde.

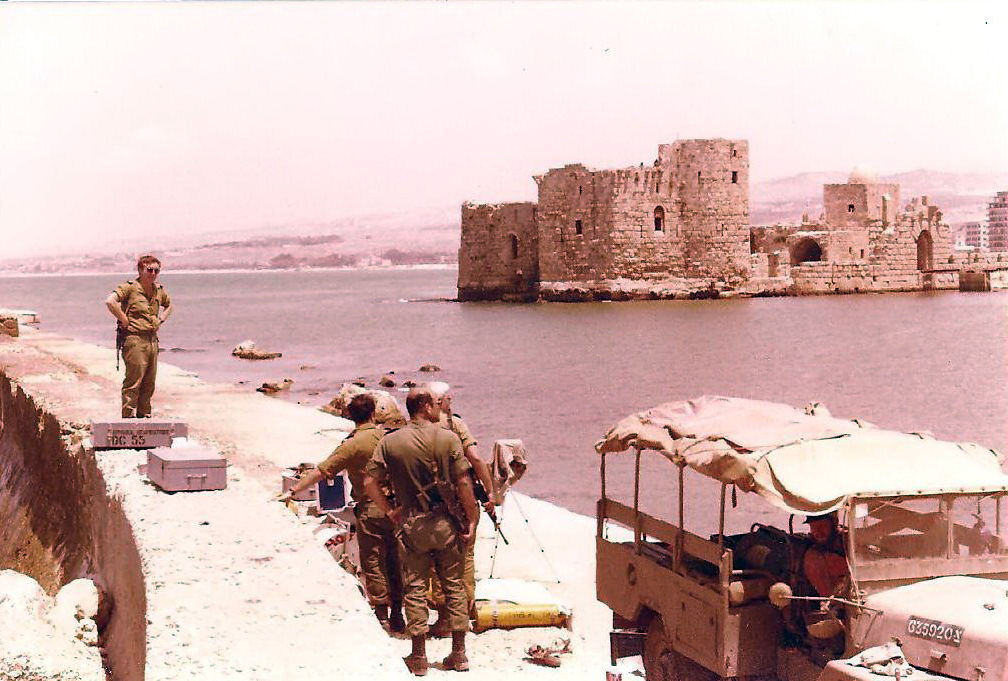
Israelische Soldaten in Sidon (1982)

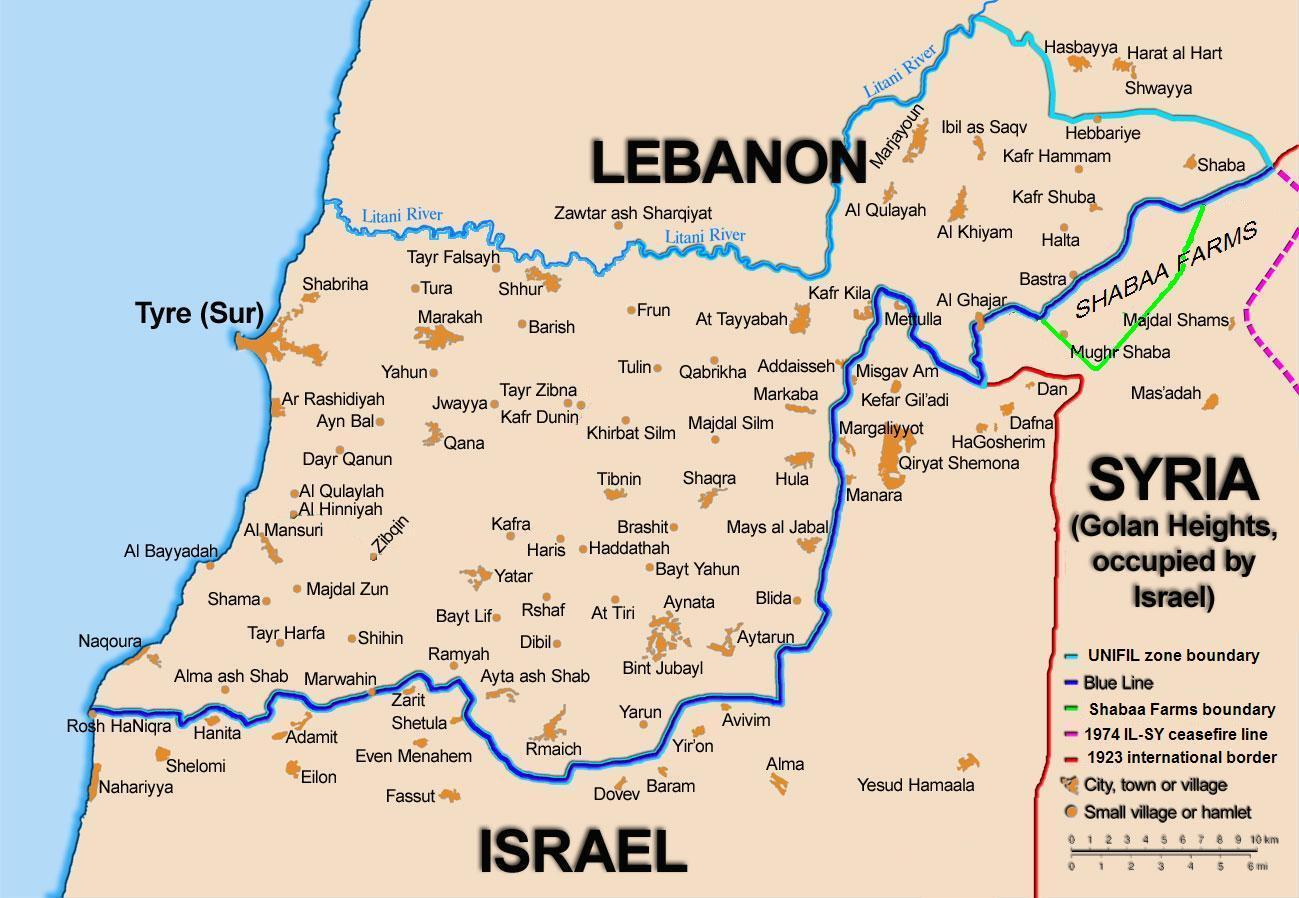
Karte des Südlibanon mit Blauer Linie

Israel hoffte nach der Vertreibung der PLO, den Christen Bachir Gemayel als libanesischen Präsidenten einzusetzen. Bachir Gemayel flog in die israelische Küstenstadt Nahariya, um mit Menachem Begin und Ariel Scharon zu sprechen. Begin und Scharon schlugen vor, dass Israel und der Libanon uneingeschränkte diplomatische Beziehungen aufnehmen sollten, doch Gemayel schlug eine Art formellen Nichtangriffspakt vor. Beide Seiten konnten sich nicht einigen, da Gemayel den Israelis vorwarf, ihn zu einem Vasallen machen zu wollen, nachdem Scharon Gemayel daran erinnert hatte, dass Israel zu diesem Zeitpunkt den größten Teil des Libanon kontrollierte und dass es klug wäre, Israels Anweisungen zu befolgen. Ohne Abkommen kehrte er in den Libanon zurück und wurde im September 1982 bei einem Attentat ermordet, hinter dem Syriens Hafiz al-Assad stand. Nach dem Attentat kam es zum Massaker von Sabra und Schatila, bei dem christliche Milizen zwischen 1400 und 3500 palästinensische Flüchtlinge ermordeten, was von den anwesenden israelischen Truppen zugelassen wurde. Das Vorgehen Israels löste international Empörung aus, zumal die PLO bereits aus dem Libanon entfernt worden war. Die von der israelischen Regierung eingesetzte Kahan-Kommission machte Verteidigungsminister Ariel Scharon persönlich für das Blutvergießen verantwortlich. Der Vorfall führte zu seinem Rücktritt als Verteidigungsminister, er blieb jedoch im israelischen Kabinett und wurde später im Jahr 2001 israelischer Premierminister.
Israel und der Libanon unterzeichneten unter Präsident Amin Gemayel das Abkommen vom 17. Mai, das de facto ein Friedensvertrag mit Israel war. Der Libanon unterzeichnete das Abkommen unter amerikanischem und israelischem Druck, aber Syrien lehnte dieses ab. Das Abkommen war an die Bedingung geknüpft, dass Syrien seine Truppen aus dem Libanon zurückzieht, was erst im April 2005 geschah. Ein großer Teil des Vertragsinhalts war in geheimen Protokollen und Memoranden enthalten, und die erwartete jordanische und saudische Zustimmung blieb aus. Das libanesische Parlament ratifizierte den Vertrag, aber in einer sehr schwachen innenpolitischen Position kündigte Präsident Amine Gemayel den Friedensvertrag am 5. März 1984 unter dem unablässigen Druck Syriens auf. Der Libanon wurde in der Folgezeit ein syrischer Satellitenstaat und Syrien baute gemeinsam mit dem Iran die Hisbollah auf, die als Miliz deutlich mächtiger als die libanesische Armee wurde und begann, eine wichtige Rolle in der Politik des Landes einzunehmen. Nach internationalen Verhandlungen wurde der Bürgerkrieg schließlich durch das Abkommen von Taif 1989 beendet.

### Nach 1990
Nach dem Ende des Bürgerkrieges zog sich Israel nicht aus dem Libanon zurück. Israel hielt weiterhin ein Zehntel der Fläche des Libanons, den sogenannten Sicherheitsgürtel im Südlibanon, militärisch besetzt. Die Hisbollah führte hier einen Guerillakrieg gegen Israel. Im Jahr 1990 brannte die israelische Armee Olivenhaine nieder, um der Hisbollah-Guerilla die Deckung zu entziehen. 130.000 Landminen wurden von der israelischen Armee im gesamten Gebiet verlegt und machten es landwirtschaftlich nicht mehr nutzbar. Als die Spannungen weiter zunahmen, leitete der israelische Premierminister Jitzchak Rabin 1993 die Operation Verantwortlichkeit ein, um die Nachschublinien der Hisbollah zu kappen, ihre Lager zu zerstören und die libanesische Zivilbevölkerung zur Flucht in den Norden zu zwingen. Anfang April 1996 führte Israel die Militäroperation Früchte des Zorns als Reaktion auf die Angriffe der Hisbollah auf israelische Militärstützpunkte im Südlibanon durch. Die 16-tägige Operation veranlasste Hunderttausende von Zivilisten im Südlibanon zur Flucht aus ihren Häusern. Am 18. April schlugen mehrere israelische Granaten in UN-Flüchtlingsunterkünften ein und töteten 106 Zivilisten. Aufgrund der hohen Kosten und eines Hubschrauberunglücks im Jahre 1997, das 97 israelischen Soldaten das Leben kostete, war die Besatzung auch zunehmend innenpolitisch unbeliebt. Am 23. Mai 2000 zog Israeli schließlich seine Truppen aus dem Südlibanon und dem Bekaa-Tal ab. Die Südlibanesische Armee, die mit Israel bei der Besatzung kollaboriert hatte, kollabierte in der Folge.

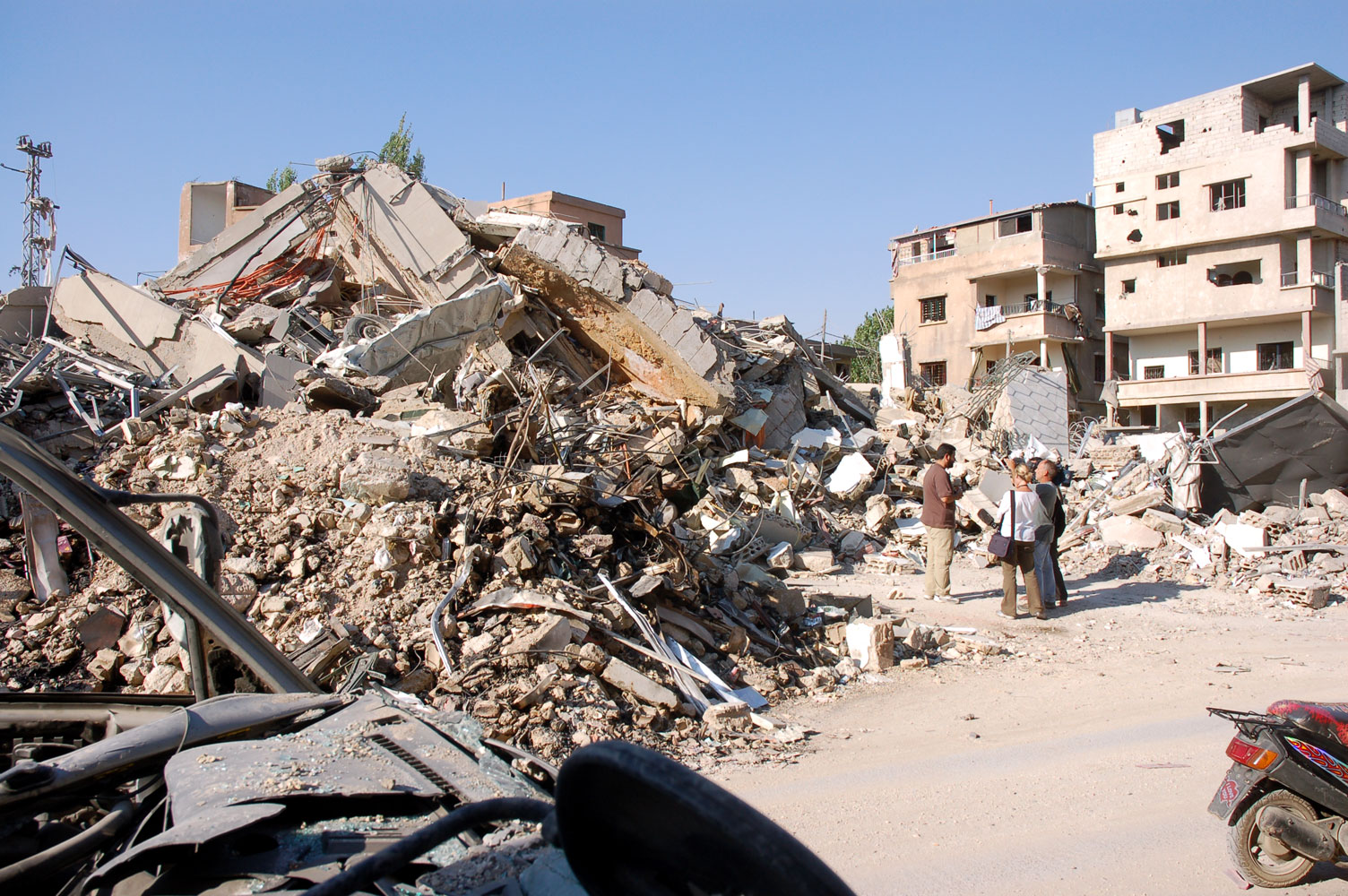
Schäden eines israelischen Luftangriffs in Baalbek (2006)

Der Abzug stärkte die Rolle der Hisbollah in der libanesischen Politik, die nun an der Grenze mit Israel aktiv wurde, obwohl ein UN-Abkommen es ihr verbot, südlich des Litani aktiv zu sein. Im Oktober 2000 entführte sie drei israelische Soldaten aus den Schebaa-Farmen. Die Hisbollah versuchte, die Gefangenen als Druckmittel für die Freilassung libanesischer Gefangener einzusetzen. Nach ihrem Tod aus unklaren Gründen wurden ihre Leichen 2004 bei einem Gefangenenaustausch an Israel übergeben. Mit der Zedernrevolution 2005 und dem Abzug syrischer Truppen aus dem Libanon kamen Hoffnungen auf ein Friedensabkommen mit Israel auf und der Politiker Saad Hariri äußerte den Wunsch nach Frieden mit Israel. Diese Annäherung wurde allerdings durch den Libanonkrieg 2006 jäh zunichtegemacht. Nachdem die Hisbollah Israel mit Raketen angegriffen hatte, bombardierte Israel den Libanon, wobei 1200 Libanesen starben. Der libanesische Premierminister Fuad Siniora sagte daraufhin im August 2006, dass der Libanon das „letzte arabische Land sein wird, das mit Israel Frieden schließt“. In dem Krieg verhielt sich die libanesische Armee allerdings neutral. Durch 2008 von WikiLeaks veröffentlichte Dokumente kam heraus, dass der libanesische Verteidigungsminister Israel seine Unterstützung im Konflikt zwischen der Hisbollah und Israel zugesichert hatte.

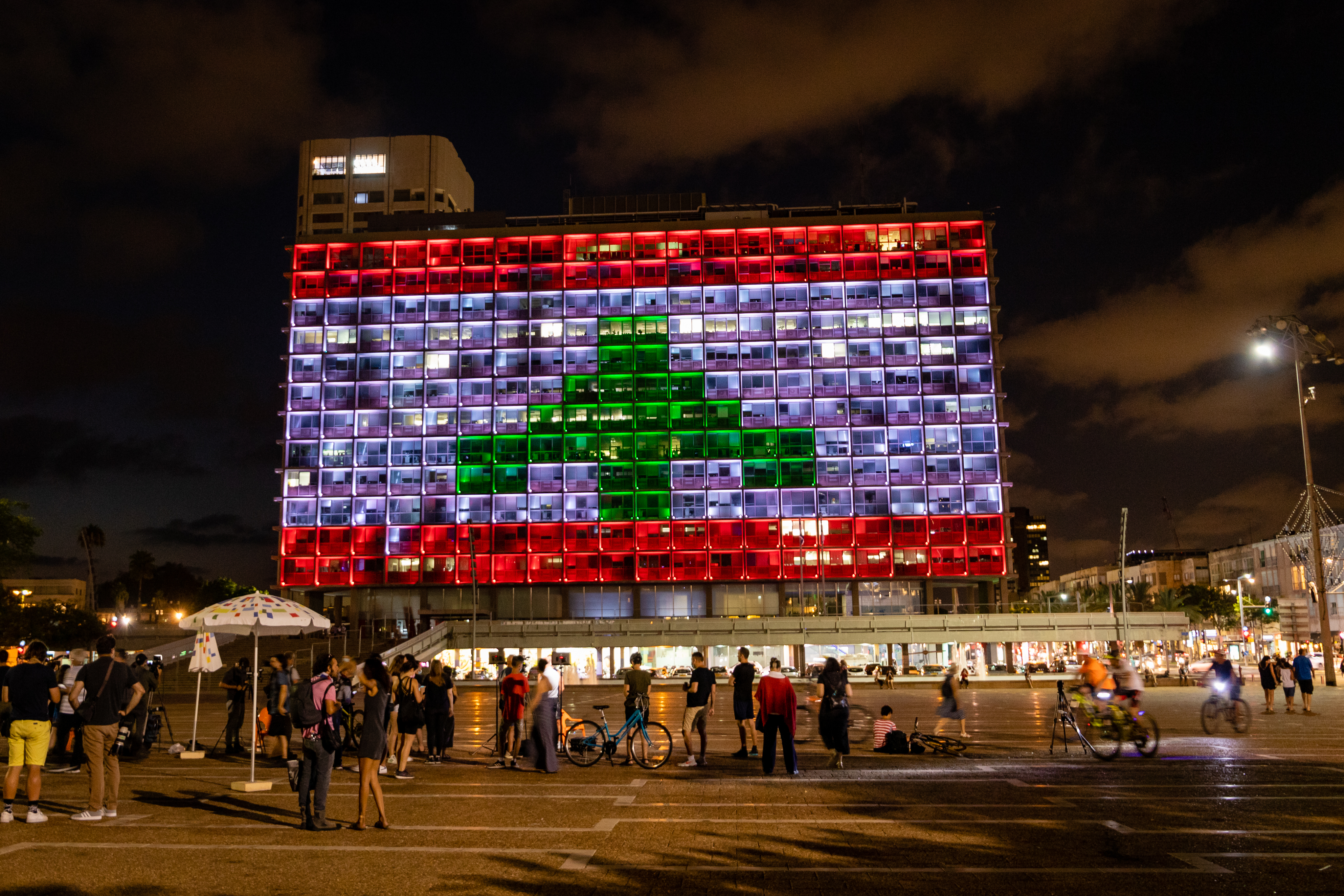
Das Rathaus von Tel Aviv nach der Explosionskatastrophe in Beirut 2020

2010 retteten die israelischen Streitkräfte eine 80-jährige libanesische Frau, deren Kleidung sich auf der libanesischen Seite des Grenzzauns verheddert hatte und brachte sie zurück in ihre Heimat. Nach der verheerenden Explosion in Beirut im August 2020 hat die israelische Stadt Tel Aviv ihr Rathaus mit der libanesischen Flagge geschmückt, um ihre Solidarität zu bekunden, obwohl die beiden Nationen keine offiziellen Beziehungen unterhalten. Im selben Jahr wurden auch die Abraham Accords unterzeichnet, womit mehrere arabische Staaten Israel diplomatisch anerkannten, was auch zu neuen Diskussionen um ein Friedensabkommen mit Israel führte. Im Oktober 2022 konnten beide Länder zudem den seit 1948 anhaltenden Streit um die israelisch-libanesische Seegrenze beilegen. Dadurch erhoffen sich beide Länder mit der Ausbeutung der vor ihren Küsten liegenden Erdgasvorkommen beginnen zu können, auch da Libanons Wirtschaft durch eine Krise geschädigt wurde.
Mit dem Terrorangriff der Hamas auf Israel 2023 kam es zu einer erneuten Krise zwischen der Hisbollah und Israel. Infolgedessen evakuierte Israel seine Gebiete an der „Blauen Linie“ und mobilisierte die im Grenznähen Raum stationierten Einheiten der Israelischen Verteidigungsstreitkräfte (IDF). Hisbollah-Chef Hassan Nasrallah beurteilte in einer Rede im Oktober 2023 den Terrorangriff der Hamas auf Israel als „weise, mutig und zur richtigen Zeit“, stritt aber selbst ab, an der Planung beteiligt gewesen zu sein und zögerte einen „großen Krieg“ mit Israel zu beginnen. In der Folgezeit kam es immer wieder zu Gefechten und Angriffen im libanesisch-israelischen Grenzgebiet.

### 2024
Im Juli 2024 starben 12 Kinder bei einem Raketenangriff in den isralisch besetzten Golanhöhen, für den Israel die Hisbollah verantwortlich machte. Dort war am 27. Juli 2024 auf einem Sportplatz auf dem zahlreiche Kinder Fußball spielten eine Rakete eingeschlagen, die israelischen Angaben zufolge mit einem mehr als 50 Kilogramm schweren Sprengkopf bestückt war. In Israel machte die schiitische Hisbollah-Miliz für den Angriff verantwortlich und kündigte Vergeltung an und griff als Reaktion auf den Luftschlag der Hisbollah die libanesische Hauptstadt Beirut an, um den verantwortlichen Kommandeur der Hisbollah auszuschalten. Wie die libanesische Nachrichtenagentur NNA berichtete, seien mindestens vier Gebäude bei dem israelischen Luftangriff beschädigt worden. Der Ministerpräsident des Libanon, Najib Mikati, verurteilte den Angriff der Israelis auf die Hauptstadt seines Landes u. a. als „kriminelle Tat der israelischen Tötungsmaschinerie“, die sich nicht genug davon hätte, die libanesischen Gebiete im Süden des Landes und in der Bekaa-Region anzugreifen.
Am 17. September 2024 explodierten in Beirut und den südlichen Vororten, im Süden des Landes und in der Bekaa-Ebene tausende Pager, die von der Hisbollah angeschafft und deren Mitgliedern übergeben worden waren. Tags darauf explodierten – teils bei den Begräbnissen der Opfer – Walkie-Talkies und erneut Pager. Die beiden Angriffswellen kosteten zumindest 37 Menschen das Leben, darunter drei Kinder. Rund 3000 wurden verletzt, darunter Unbeteiligte und medizinisches Hilfspersonal. Die beiden Angriffswellen wurden von Politik und Medien dem israelischen Auslandsgeheimdienst Mossad zugeschrieben. Hisbollah-Chef Hassan Nasrallah verlieh seiner Meinung Ausdruck, Israel „habe alle roten Linien überschritten.“ Er kündigte Vergeltung an. Tags darauf folgten Überschallflüge über Beirut und Bombardierungen im libanesischen Staatsgebiet, durchgeführt von der israelischen Luftwaffe. Diese Angriffe forderten laut libanesischen Angaben zwölf Tote und 66 Verletzte. Unter den Todesopfern befand sich Ibrahim Aqil, der Chef der Radwan-Einheit der Hisbollah. Er war durch einen der Pager-Angriffe verletzt und soeben erst aus dem Krankenhaus entlassen worden. Am 27. September wurde auch Nasrallah bei einem israelischen Luftangriff auf den Beiruter Vorort Dahieh getötet. Am 30. September begannen die israelischen Streitkräfte eine Bodenoffensive im Südlibanon, was den vierten Einmarsch Israels im Libanon darstellte um die Hisbollah zurückzudrängen.
Im November 2024 wurde eine Waffenruhe zwischen der Hisbollah und Israel verkündet. Das Abkommen sieht ähnlich dem Abkommen von 2006 den Rückzug der Hisbollah hinter den Litani und den Abzug israelischer Truppen vor. Der Krieg hatte bis dahin knapp 3.400 Libanesen das Leben gekostet und Schäden in Höhe von 8,5 Milliarden US-Dollar verursacht. Fast eine Million Menschen wurden durch den Konflikt intern vertrieben und knapp 100.000 Häuser beschädigt oder zerstört.